# Mohr im Hemd

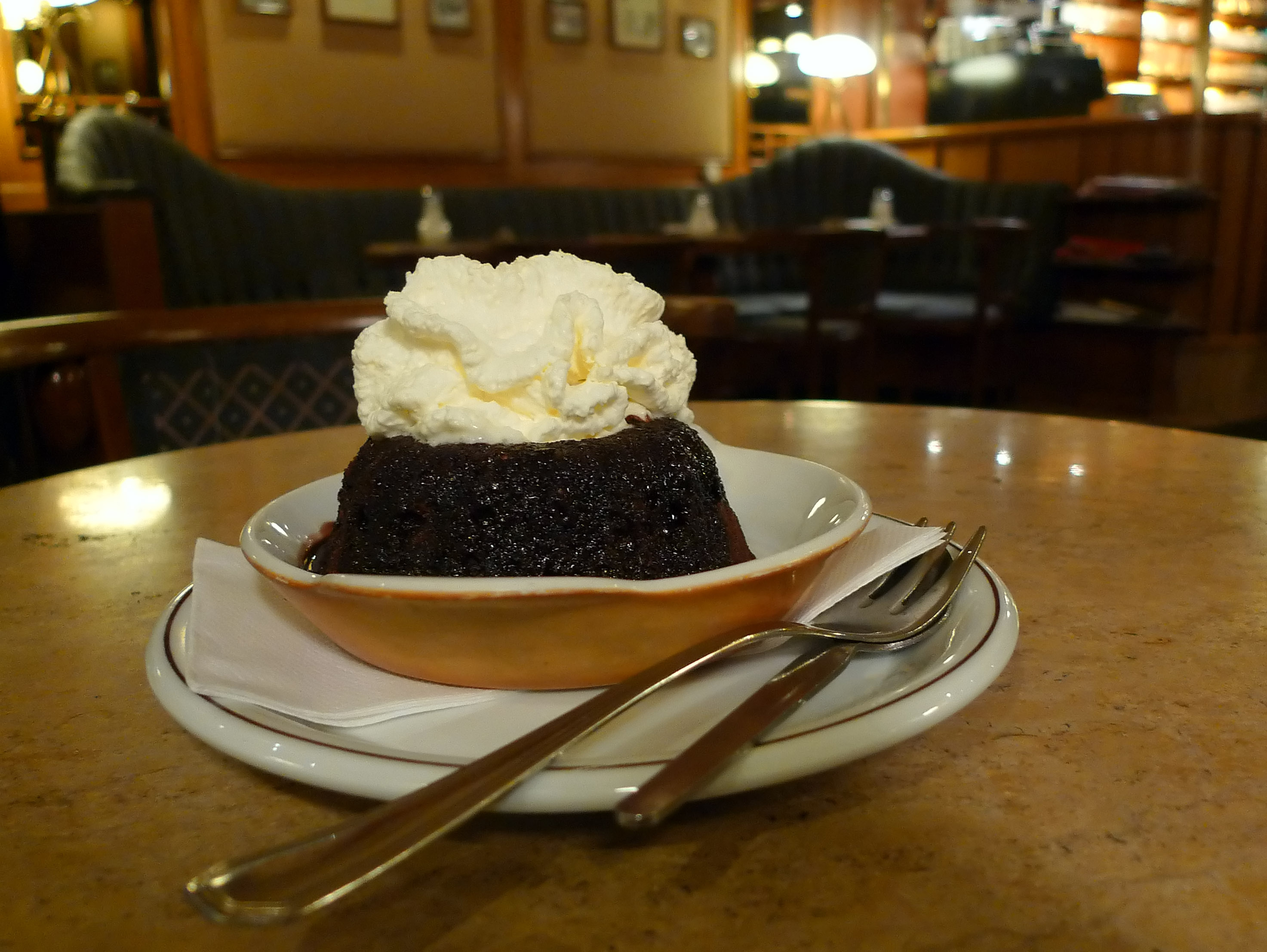
„Mohr im Hemd“, wie er in einem Wiener Kaffeehaus serviert wird.

Mohr im Hemd, auch Kuchen mit Schlag oder Schoko-Nuss-Kuchen, ist eine österreichische Süßspeise.

## Beschreibung
Sie besteht hauptsächlich aus Schokolade, Butter, Semmelbröseln (Paniermehl), Zucker, Eidotter, geriebenen Mandeln oder Walnusskernen und Rotwein und hat die Form eines kleinen Gugelhupfs. Wie der englische Christmas Pudding wird der Mohr im Hemd im Wasserbad pochiert. Danach wird er mit heißer Schokoladensoße übergossen und mit Schlagobers garniert. Gelegentlich wird die Süßspeise mit Eis serviert als Eismohr im Hemd bezeichnet. Man bekommt den Mohr im Hemd in österreichischen Kaffeehäusern und Gaststätten sowie vereinzelt auch in bayerischen Konfiserien.
Der Ausdruck im Hemd bezieht sich auf das (weiße) Schlagobers, das den Schokokuchen umhüllt.

## Kontroverse um die Bezeichnung
Besonders seit den 2000er Jahren wird der Begriff „Mohr im Hemd“ in wissenschaftlicher Literatur und den Medien als rassistisch kritisiert und diskutiert. Der Begriff „Mohr“ ist im Kolonialismus als abwertende Bezeichnung für Schwarze benutzt worden. Der afroösterreichische Journalist Simon Inou äußerte sich dazu: „Solche Wörter sind für Schwarze im deutschsprachigen Raum eine der schwersten Beleidigungen.“
Die Menschenrechtsorganisation SOS Mitmensch spricht sich für eine Änderung des Speisenamens aus, weil dieser schwarze Menschen herabwürdige und verletze. Als Argumente für die Beibehaltung der Bezeichnung „Mohr im Hemd“ werden oft Tradition und das Fehlen einer schlechten Absicht hinter der Bezeichnung benannt. Die Linguistin Katharina Zaboj nennt die Befürwortung des Begriffes als Beispiel für Alltagsrassismus von Weißen und vergleicht die Debatte mit der um die Bezeichnung „Mohrenköpfe“ für Schokoküsse.
Der Fachverband Gastronomie der Wirtschaftskammer Österreich empfahl 2012, auf diskriminierende Speisebezeichnungen wie „Mohr im Hemd“ zu verzichten und stattdessen neutrale Bezeichnungen wie „Kuchen mit Schlag“ zu übernehmen: „Als Branche, die sich der Gastfreundschaft verschrieben hat, sollten wir hier mit gutem Beispiel vorangehen und auf derartige Bezeichnungen verzichten.“
Mehrere Unternehmen haben sich nach öffentlicher Kritik von dem Namen „Mohr im Hemd“ distanziert. Als der Eishersteller Eskimo 2009 eine neue Eissorte mit der Geschmacksrichtung „Mohr im Hemd“ und dem Slogan „I will mohr!“ veröffentlichte, führte dies zu einem Diskurs in österreichischen Medien. Nach Beschwerden beim Österreichischen Werberat entschuldigte sich Eskimo öffentlich für die Kampagne und verzichtete auf die weitere Verwendung der Plakatsujets. Die Firma Smilemenues, die Wiener Kindergärten mit Speisen beliefert, nahm 2015 den Produktnamen nach Kritik vom Speiseplan. Die Lebensmittelkette Billa nennt die Süßspeise seit 2020 Schoko-Nuss-Kuchen.